# Černá (přítok Cvikovské Muldy)
Černá (německy Schwarzwasser) je menší řeka na území České republiky a Německa. Je to pravostranný přítok Cvikovské Muldy (Zwickauer Mulde). Délka toku činí 49,4 km. Plocha povodí měří 364 km².

## Průběh toku
Řeka pramení v Krušných horách západně od Fichtelbergu v Sasku, pod jeho jihozápadním vrcholem (Hinterer Fichtelberg). Krušnohorský spolek z Breitenbrunnu ve spolupráci s Občanským sdružením Abertamy vybudovali na saské straně z přírodních kamenů zídku, kam byl naveden pramen říčky Černé. Slavnostní otevření obnoveného pramene proběhlo 21. srpna 2004.

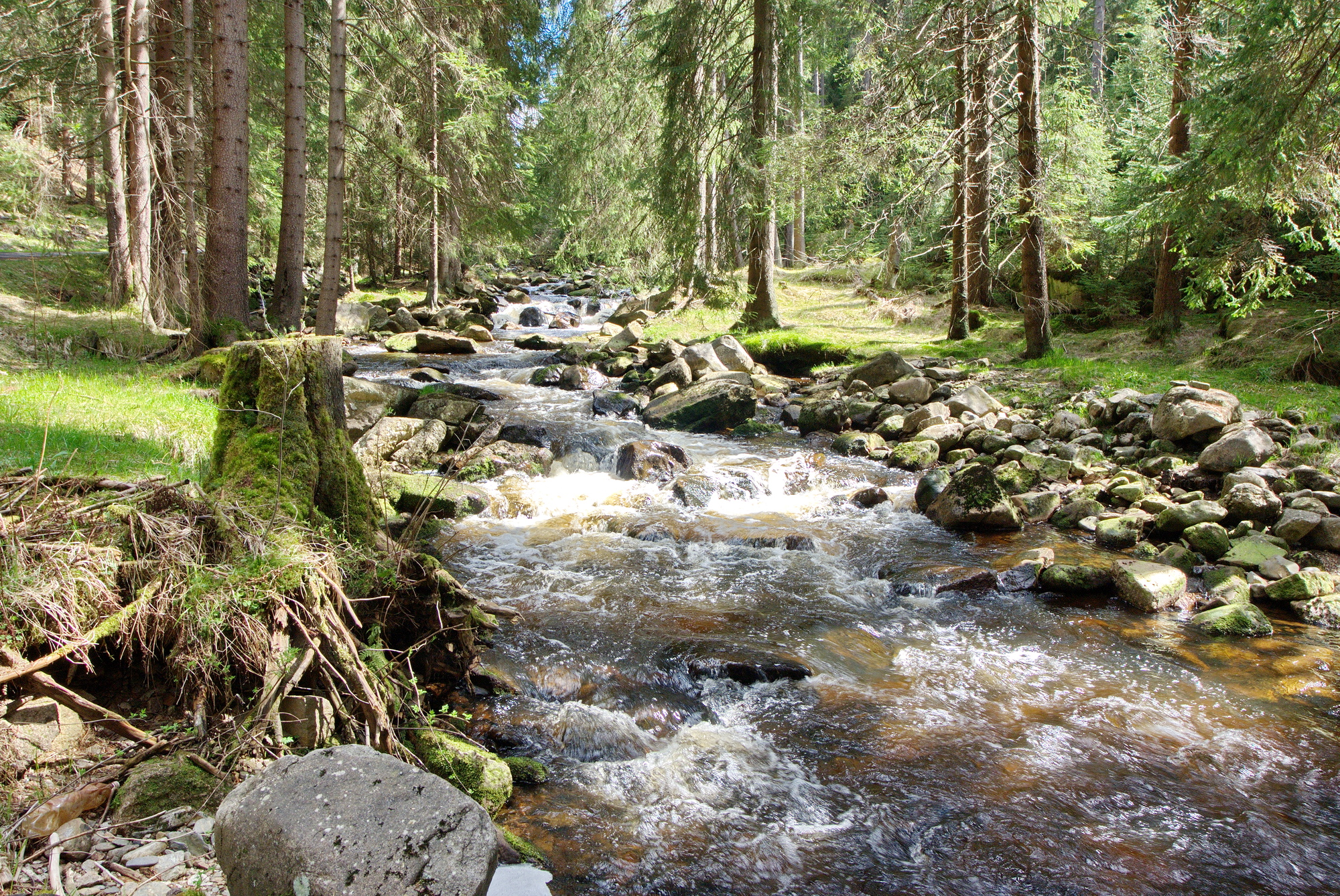
Řeka u zaniklých Luhů

Zprvu teče jako potok Seifenbächel jihozápadním směrem. Po zhruba dvou kilometrech vtéká přibližně 600 m severozápadně od Božího Daru na české území. Pokračuje jihozápadním směrem podél hranice Přírodního parku Zlatý kopec až k místu, kde se z Černé odvádí část vody do Blatenského vodního příkopu. To již řeka teče podél severní hranice národní přírodní rezervace Božídarské rašeliniště. Právě podle přitékajících tmavých vod z mnoha okolních rašelinišť s vysokým obsahem huminových látek získala řeka jméno Černá (německé Schwarzwasser = Černá voda).
Nad levým břehem řeky se zvedá Božídarský Špičák, který je nadmořskou výškou 1 116 m druhou nejvyšší horu české části Krušných hor. Řeka pokračuje západním směrem k zaniklé osadě Myslivny (Försterhäuser) a vtéká do stejnojmenné vodní nádrže. Dále Černá směřuje na západ neosídlenou, kdysi významnou hornickou oblastí. Protéká zaniklými obcemi a osadami Ryžovnou, Háji, kde do řeky zprava vtéká Kraví potok. Pokračuje hlubokým údolím, nad kterým se vlevo zvedá Sněžná hůrka (949 m n. m.) a vpravo Čupřina (948 m n. m.). Protéká zaniklými hornickými osadami Luhy a Pilou (Brettmühl), kde zprava přibírá Podleský potok, až do obce Potůčky. Zde se její tok postupně obrací na sever a nedaleko železniční stanice Potůčky vtéká zpět na německé území. Českým územím Krušných hor protéká v délce 18,6 km.
V Sasku řeka protéká postupně městy Johanngeorgenstadt, Schwarzenberg a Aue, kde se zprava vlévá do Cvikovské Muldy.

### Větší přítoky
- pravé – Kraví potok
- pravé – Podleský potok
- pravé – Mittweida

## Vodní režim
Průměrný průtok ve městě Aue na 1,0 říčním kilometru činí 6,26 m³/s.

### Okolí řeky

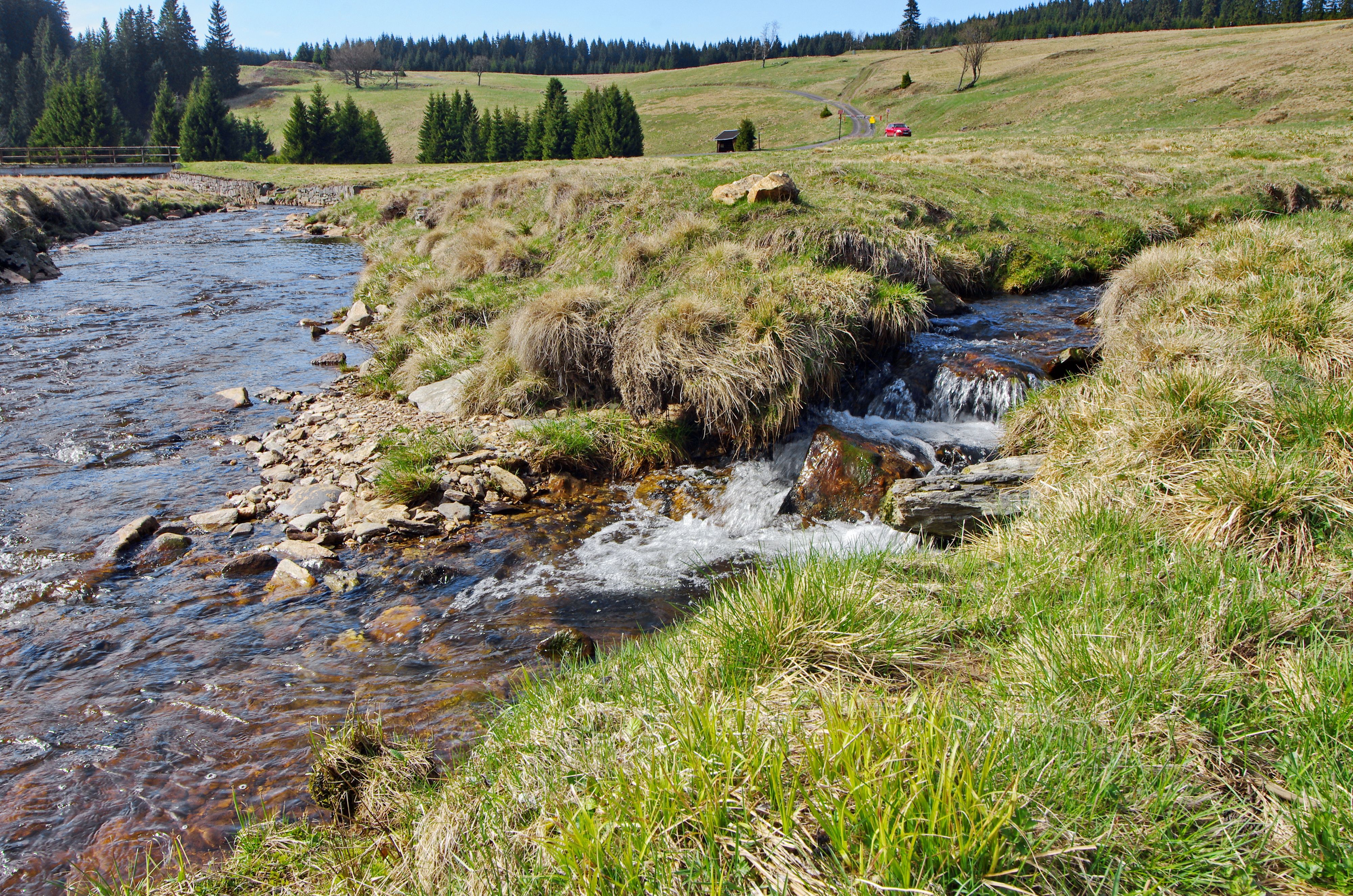
Soutok s Kravím potokem

Řeka protéká na českém území až do obce Potůčky romantickou, avšak pustou a neosídlenou krajinou. Výjimku tvoří několik rekreačních objektů, převážně postavených na základech zaniklých domů.

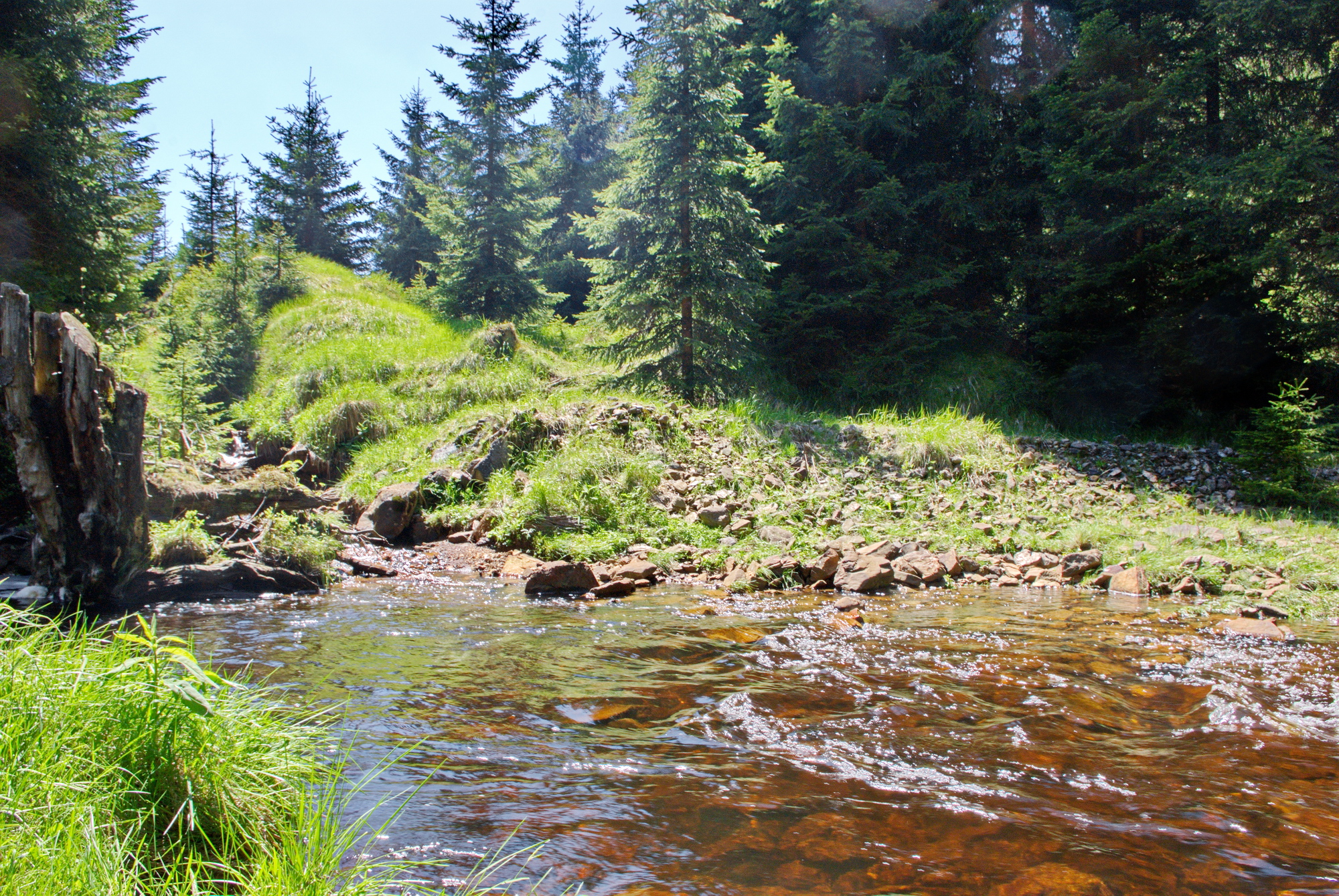
Řeka pod Rýžovnou u štoly Erzengel

Až do období po druhé světové válce, kdy došlo k odsunu německého obyvatelstva, bylo celé okolí řeky poměrně hustě osídlené. V roce 1869 žilo v Rýžovně 648 obyvatel a v roce 1970 již zde nežil nikdo. Obdobně v Hájích v roce 1869 žilo 302 obyvatel, v roce 1970 již nikdo. Rovněž osady Myslivny, Luhy i Pila byly dle historického lexikonu obcí v roce 1970 bez trvalých obyvatel. Jediným místem s trvalým osídlením tak zůstaly Potůčky s počtem 407 obyvatel v roce 1970. Avšak i v této obci žilo v roce 1869 více než 1 000 obyvatel. Z bezprostředního okolí řeky tak na úseku dlouhém necelých 17 km zmizelo za krátkou dobu po druhé světové válce více než 1 000 obyvatel trvalého osídlení.

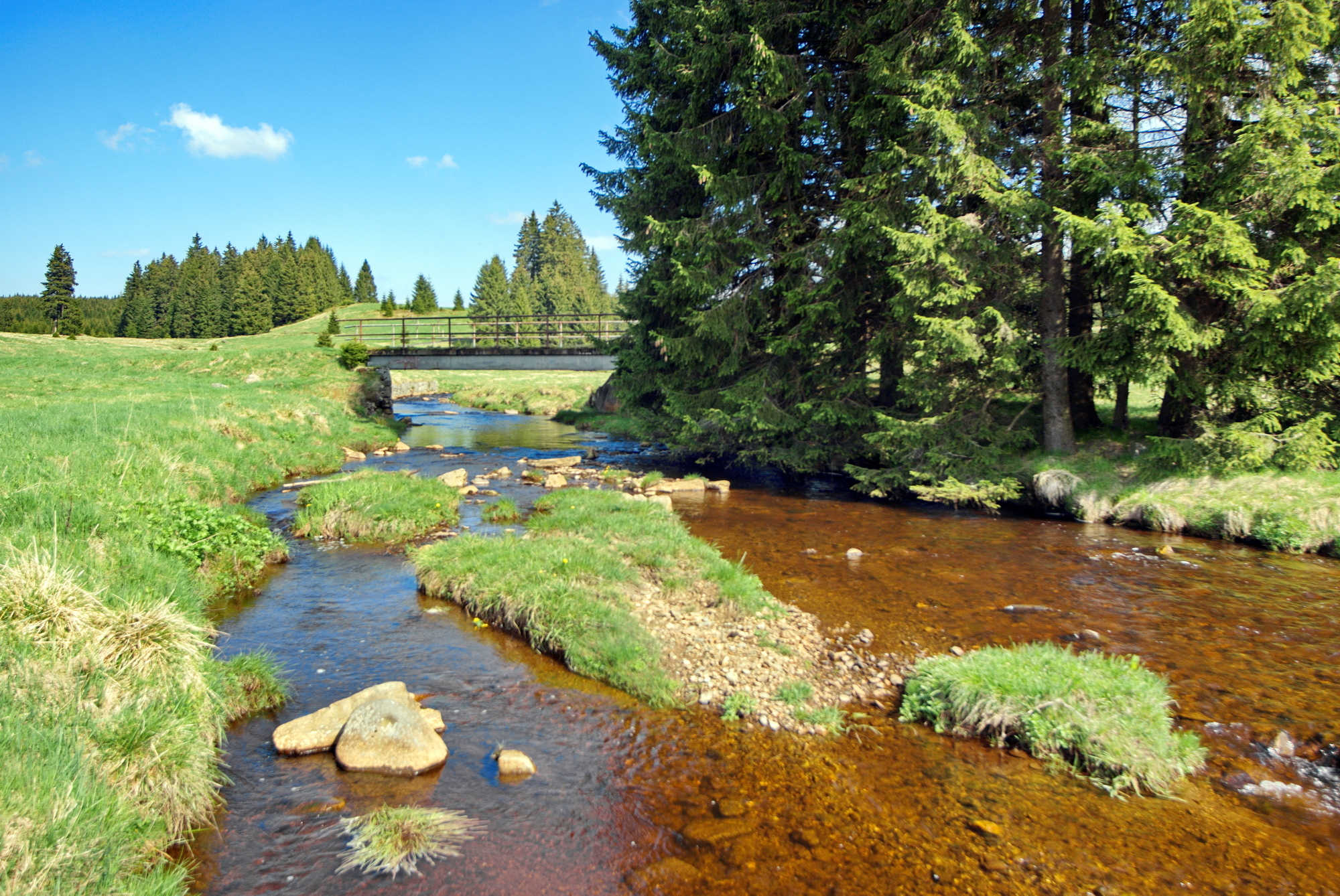
Řeka u zaniklých Hájů

Původní osídlení podél řeky souviselo s nerostným bohatstvím Krušných hor a v  krušnohorském hornictví sehrávala řeka Černá významnou roli. Historicky významné bylo rozsáhlé dobývání cínové rudy, které v údolí Černé probíhalo jak povrchově, tak hlubinně. Dolovalo se zde již ve 12. a 13. století, vrchol rozkvětu byl v 16. století.
Po dobu několika století se řeka Černá podílela na dobývání a zpracování cínové a stříbrné rudy formou přivádění vody od Mysliven do umělého vodního kanálu, Blatenského vodního příkopu, technické památky zapsané na seznamu kulturních památek. Kanál dlouhý dvanáct kilometrů byl budován v letech 1540–1554 a jeho původní název byl Erbwassergraben (Dědičný vodní příkop).
Po ukončení těžby rud na počátku 19. století sloužil k pohonu mlýnů, hamrů a pil, i jako zdroj vody při hašení požárů.
Pozůstatky po středověkém rýžování cínové rudy, rýžovnické pahorky, jsou podél Černé od Božího Daru až k Rýžovně. Zejména v okolí Rýžovny, u levého břehu Černé, jsou charakteristickým prvkem krajiny i biotopem pro řadu vzácných druhů rostlin, chráněných v národní přírodní rezervaci Božídarské rašeliniště. Na opačné straně řeky se dobývaly polymetalické rudy několika doly, z nichž nejvýznamnější byly štoly dolového pole Aller Seelen Zeche. Z řeky Černé se k ústí tzv. horní štoly přiváděla pro pohon vodotěžného stroje voda od Mysliven. Kromě mohutné haldy se zachoval se i přívodní vodní příkop. Ve štole, která byla přístupná ještě v devadesátých letech 20. století, se nacházela komora vodního kola.
Komplexní ložiska rud stříbra, kobaltu, vizmutu, niklu a uranu byla v minulosti otevřena četnými důlními díly ve svazích na pravém břehu Černé v úseku mezi Myslivnami a Potůčky. Dolování stříbra na rudních žilách v údolí Černé započalo v polovině 16. století.
V 17. století docházelo k poklesu těžby stříbra a dosud bezvýznamné rudy kobaltu přinesly rozvoj jiných odvětví. Do módy se dostala výroba kobaltových barev, kobaltové modři neboli šmolky. Ta byla vyráběna z kobaltové rudy, která začala být těžena, ale i získávána ze starých hald. Kobaltové rudy z dolů v okolí říčky Černé se zde drtily a následně pražily. Po přidání křemenného písku a potaše se tavily ve sklářské pánvi. Po utuhnutí se modrá sklovina znova drtila a mlela, až se získal jemný modrý prášek. Kromě Potůčků, kde zejména důl Magdalena těžil kobaltové rudy, se tyto rudy hojně těžily u zaniklých osad Háje a Luhy. V těsné blízkosti levého břehu za zaniklou osadou Luhy se dosud nachází mohutné základy a opěrná zeď jednoho z kobaltových mlýnů, kde se i vyráběla kobaltová barviva. Ten se v roce 1622 uvádí jako mlýn Drechslerův. V okolí Černé bylo v provozu 6 mlýnů na kobaltovou barvu, první z nich byl založen v Potůčkách patrně již v roce 1570. Historicky nejvýznamnějšími doly v údolí Černé byla důlní díla Boží požehnání (Segen Gottes Zeche). Nacházela se v těsné blízkosti zaniklé obce Háje nad pravým břehem Černé. Kromě kobaltových rud se ve svazích nad levým břehem Černé u osady Luhy těžily i rudy železné, především na dlouhé žíle Irrgang. Řeka Černá zde při vyšším stavu vody obnažuje pozůstatky odvalů z historické těžby. Poslední hornická činnost v okolí řeky Černé ustala počátkem šedesátých let 20. století, kdy zde ukončily Jáchymovské doly průzkum a těžbu uranových rud.
Kromě důlních provozů byla u řeky Černé před obcí Potůčky postavena brusírna dřeva a papírna. Provoz vybudovaný firmou Schlesinger, Funk &  Co. vyráběl lepenku pro export do Anglie. Roku 1917 provoz zakoupila textilní firma Florian Hernych a výrobu zastavila. Budovy byly prodány společnosti Clemens Claus z nedalekého saského Thalheimu. Ta výrobu obnovila a v letech 1928–1931 rozšířila pro výrobu papírových stereotypických matric. Po znárodnění se provoz stal součástí Západočeských papíren a působil do roku 1992, kdy jej získala firma Ekopa. Firma navázala na tradiční technologické postupy, bez užívání lepidel a chemikálií zde vyrábí kvalitní papírové lepenky ze sběrového papíru. Vodu k turbínám, dříve transmisi, přivádí z říčky Černé náhon dlouhý 700 metrů, vyražený z velké části ve skále. Ke své produkci využívá předválečných technologií i zařízení, včetně zajištění energie. Součástí areálu je malá vodní elektrárna se dvěma Francisovými turbínami. Příležitostně se spouští i starší turbína z roku 1928.

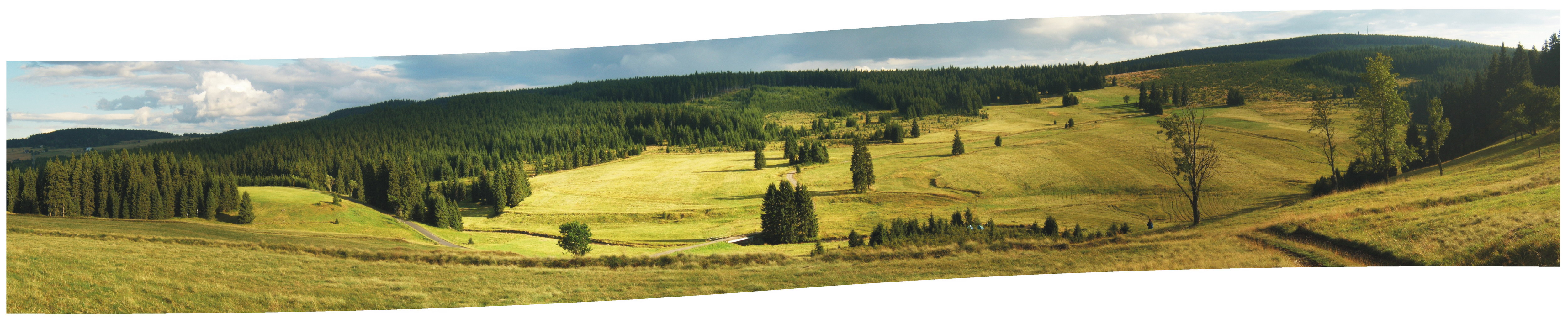
Panoramatický pohled na údolí Černé v místě mezi Rýžovnou a Potůčky u zaniklé osady Háje

Údolím řeky Černé vedla až do druhé světové války frekventovaná turistická trasa ze saského Johanngeorgstadtu až na Klínovec. Oblíbenou zastávkou byla výletní restaurace a přírodní koupaliště v osadě Pila. V osadě stála v blízkosti řeky Černé kaple Svatého Jana Křtitele. U levého břehu řeky se v zaniklé osadě Pila zachovala část masivních stěn bývalého přírodního koupaliště. Tvoří je opracované žulové kvádry, pravděpodobně původem z některé blízkého žulového kamenolomu. Podél řeky Černé vede od Luhů k papírně v Potůčkách přibližně 3 km dlouhý úsek Horské naučné stezky Potůčky.

## Fotogalerie

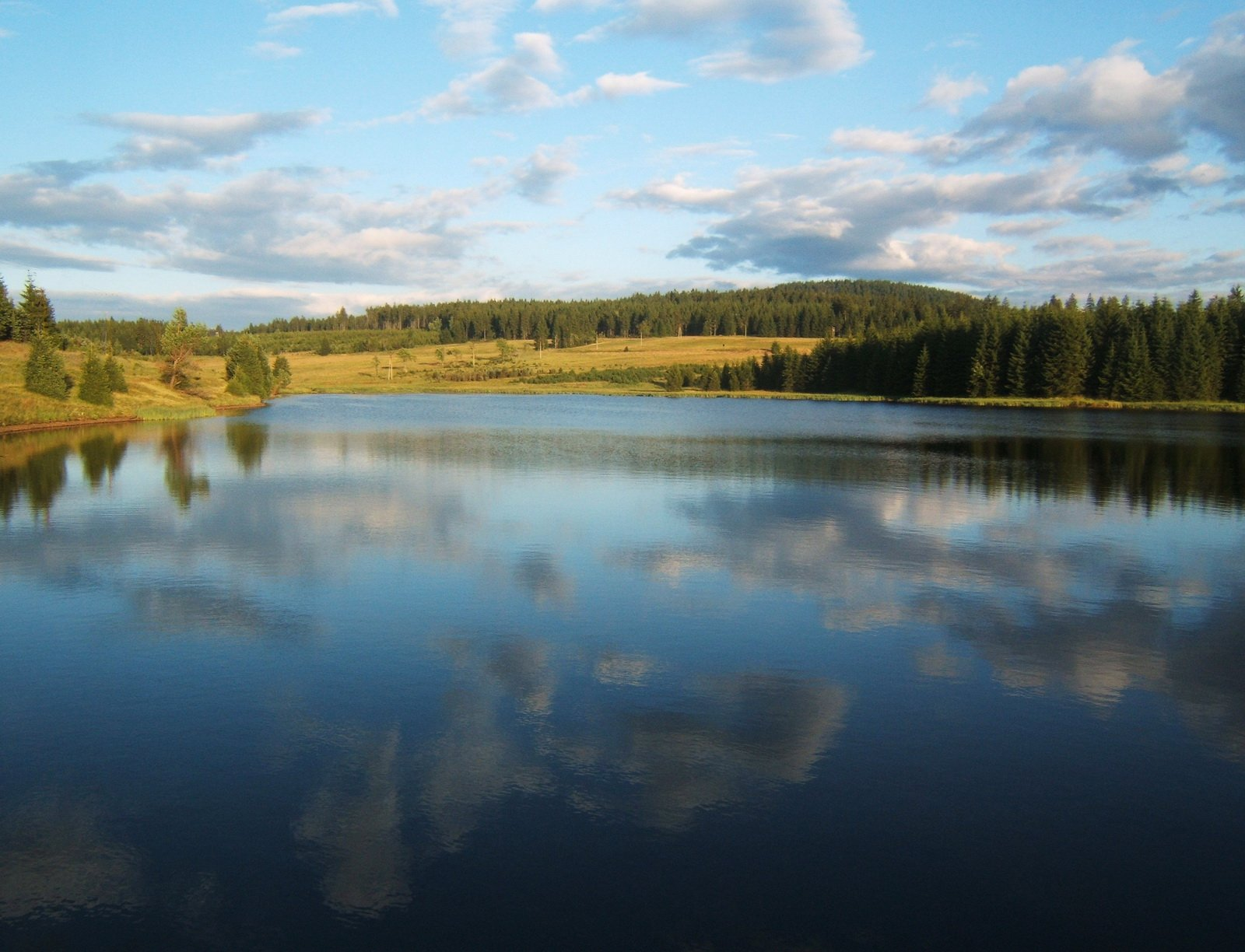
Vodní nádrž Myslivny
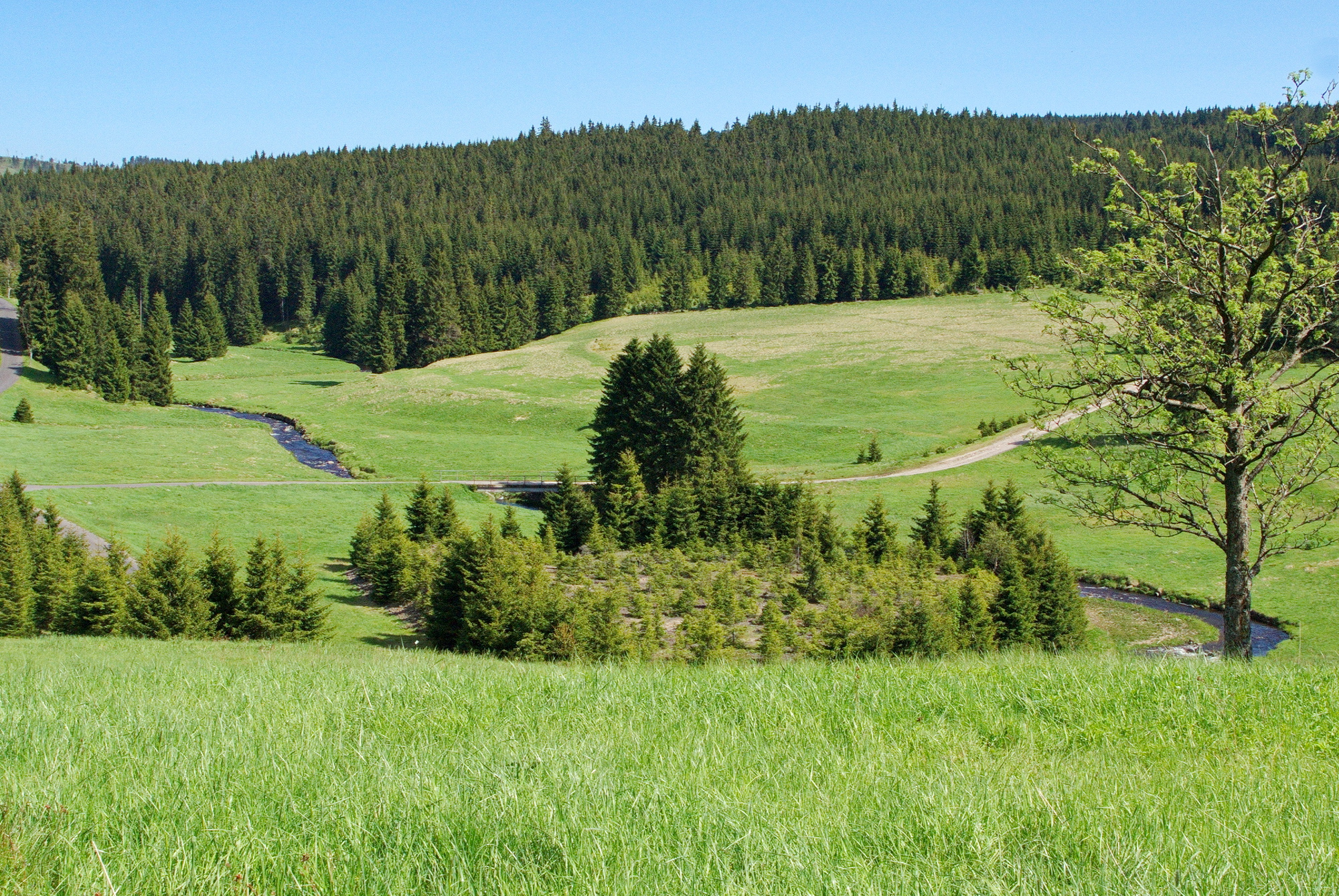
Krajina v okolí řeky u Hájů
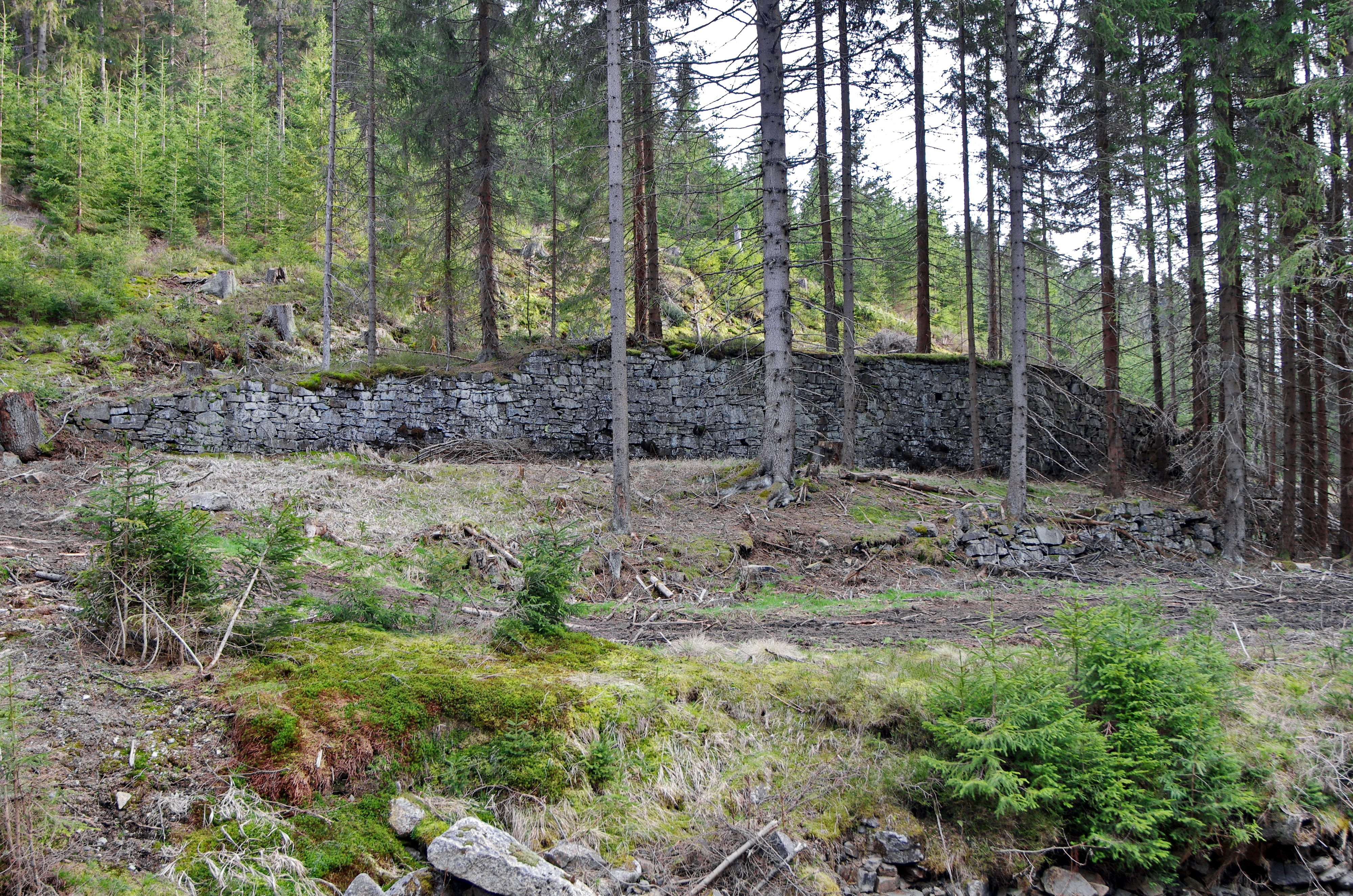
Pozůstatek kobaltového mlýna u Luhů
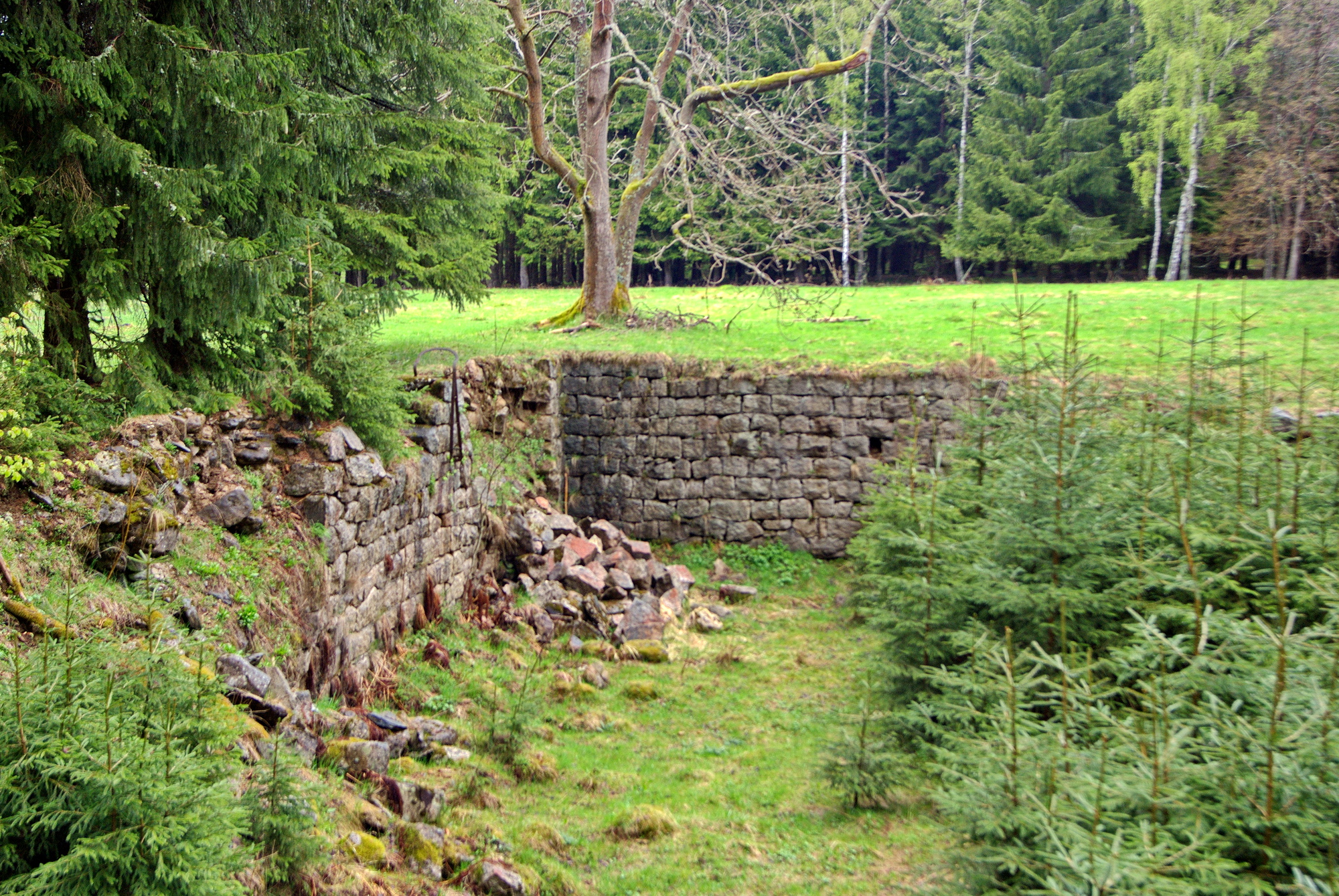
Pozůstatek koupaliště v Pile
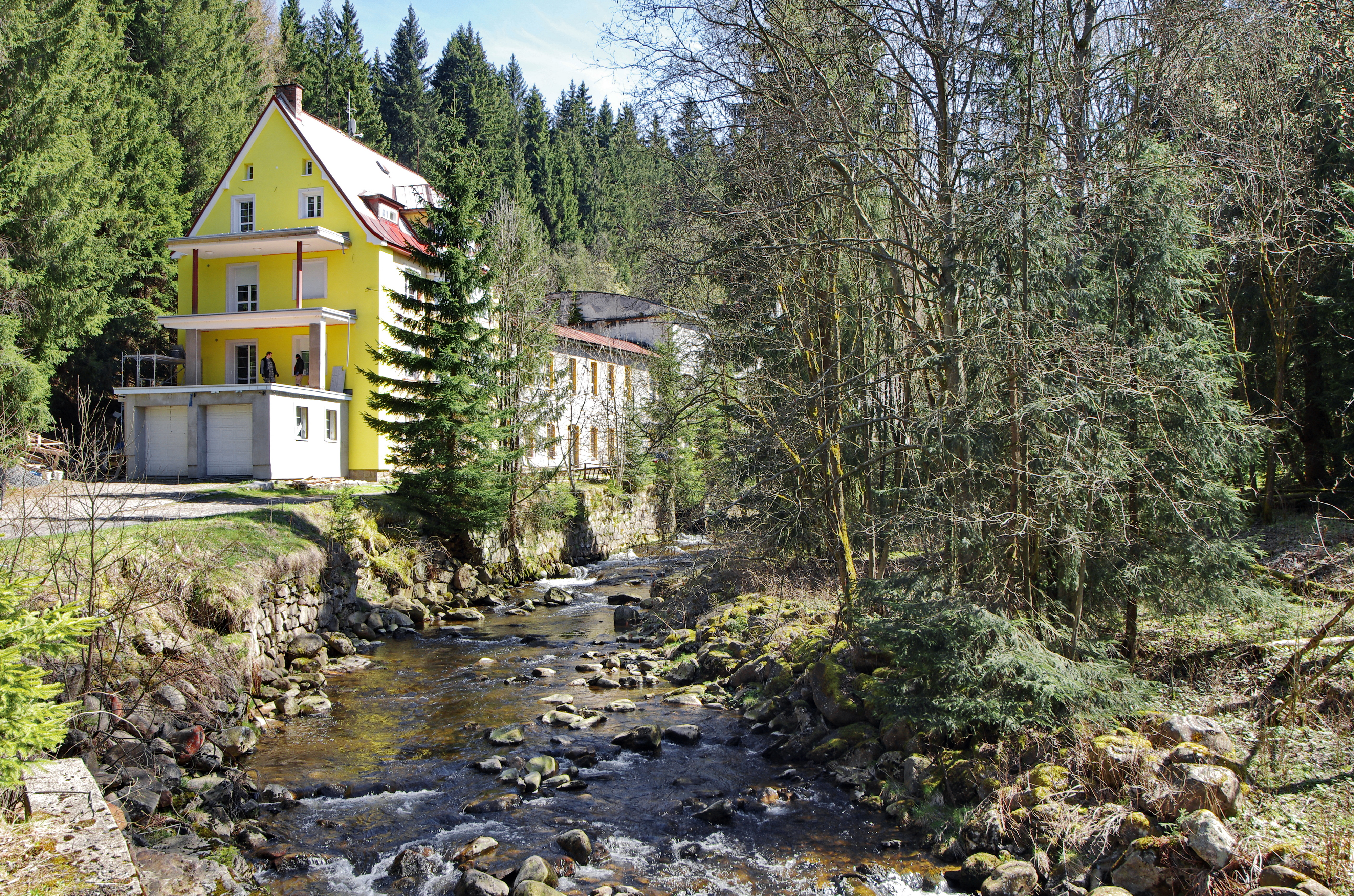
Řeka u papírny v Potůčkách
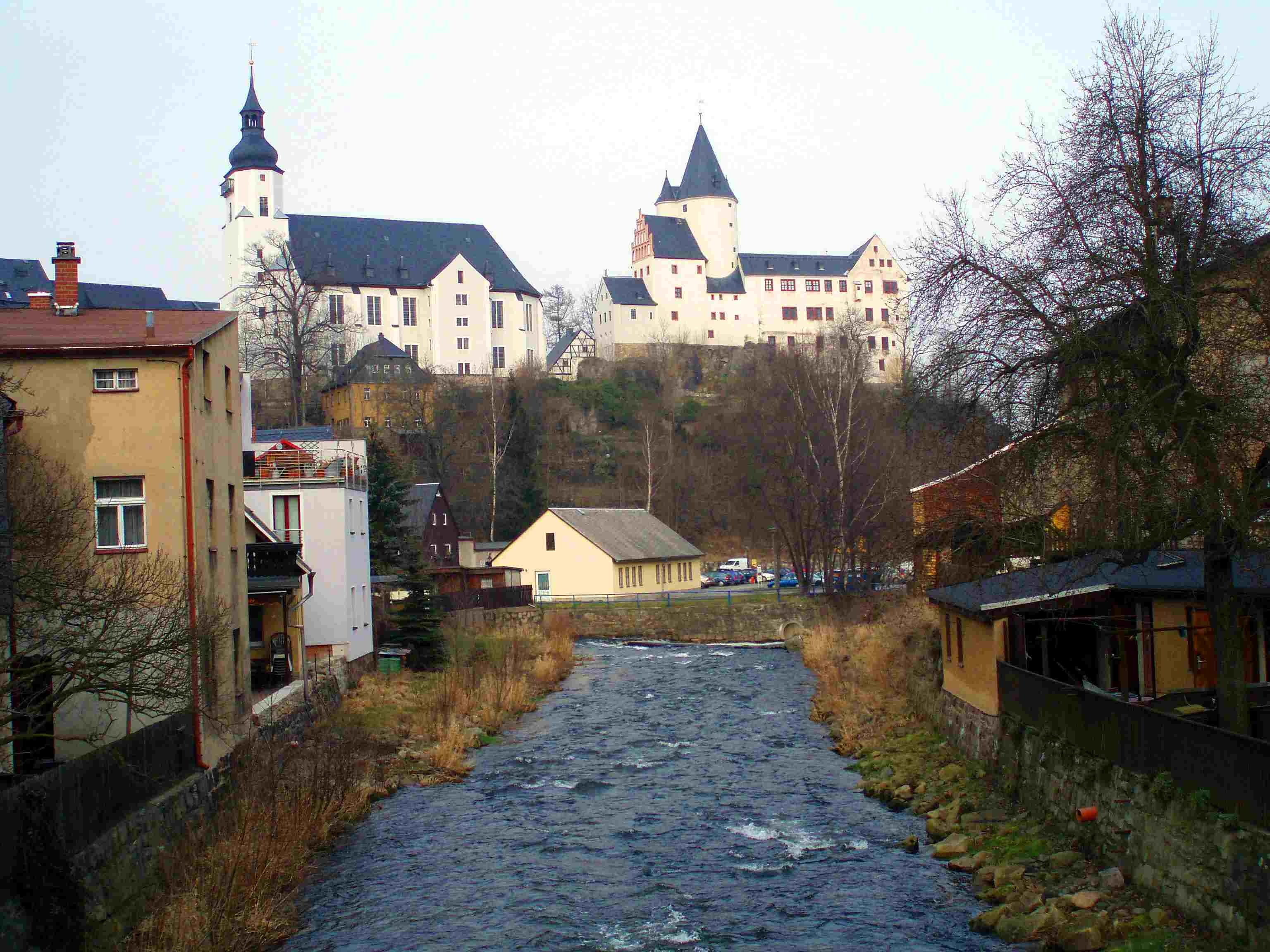
Řeka ve Schwarzenbergu
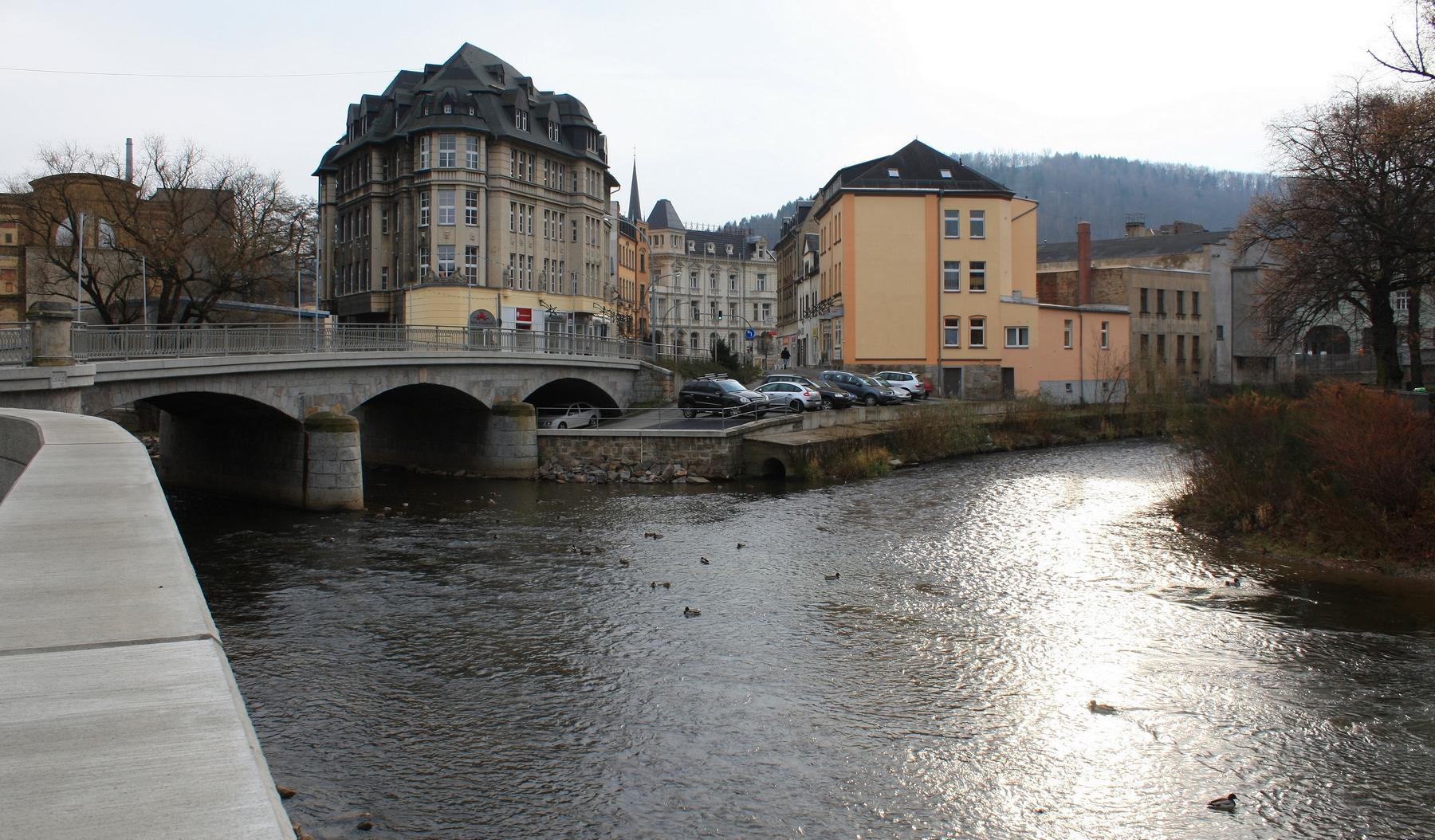
Soutok Černé a Muldy v Aue